# ジャニス工業
ジャニス工業株式会社（ジャニスこうぎょう、Janis  Ltd. ）とは、衛生陶器（トイレ、洗面器）を製造・販売する日本の企業である。本社は愛知県常滑市にある。名古屋証券取引所メイン市場単独上場銘柄である。
| 西浦製陶時代の製品（和式水洗便器） |  | 西浦製陶時代の製品（和式水洗便器） |
| 西浦製陶時代の製品（和式水洗便器） |  |                                    |

## 沿革
- 1935年（昭和10年）5月 - 西浦製陶株式会社（にしうらせいとう）創立。
- 1947年（昭和22年）8月 - 愛知陶管工業株式会社創立。
- 1948年（昭和23年）1月 - 衛生陶器の製造を開始。
- 1967年（昭和42年）7月 - 名証2部に上場。
- 1971年（昭和46年）1月 - 茨城県北茨城市に常磐西浦製陶株式会社を創立。
- 1976年（昭和51年）1月 - 西浦外装床陶板を商品化。
- 1979年（昭和54年）1月 - 西浦製陶が愛知陶管工業と常磐西浦製陶を合併し、現社名に変更。
- 1996年（平成8年）8月 - INAX（現・LIXIL）と資本・業務提携。なおINAXの本社も愛知県常滑市に所在する。
- 2005年（平成17年）2月 - セラミックパイプ事業より撤退。
- 2006年（平成18年）
  - 4月 - ロゴタイプ変更。
  - 5月 - ISO 14001認証取得。
- 2007年（平成19年）4月 - フロントスリムトイレを発売開始。
- 2008年（平成20年）
  - 4月 - 景観材（セラミック舗装材）事業より撤退。
  - 10月 - 久米工場にてISO 9001認証を取得。
- 2016年（平成28年）
  - 4月 - 株式会社ファインテック高橋を子会社化。
  - 6月 - 久米工場を移転、本社化成工場と改名。

## 主な商品
- トイレ
  - 和式大便器、洋風大便器、小便器、簡易水洗式便器（商品名：ジャレット）、非水洗便器を扱う。SmartClean、CoCoClean等に採用されている「フロントスリム」は商標登録されている。
- 便座
  - 普通便座、暖房便座、温水洗浄便座（商品名：サワレット）
- アクセサリー
  - 紙巻器、タオル掛け・タオルリング、手すり、収納棚、化粧鏡
- 洗面化粧台
- 手洗器、洗面器
- 洗濯機用防水パン